# Animales fantásticos y dónde encontrarlos (película)
Animales fantásticos y dónde encontrarlos es una película británico-estadounidense de 2016, del género épico-fantástico, dirigida por David Yates, escrita por J. K. Rowling (marcando este largometraje su debut como guionista de películas) e interpretada por Eddie Redmayne (protagonista), Katherine Waterston, Ezra Miller, Alison Sudol, Dan Fogler, Colin Farrell y Ron Perlman. Esta película está basada y da inicio a la serie de películas de Animales fantásticos y dónde encontrarlos, un libro escrito por J. K. Rowling y lanzado en 2001, como tal también es la novena película del Mundo Mágico. El largometraje se estrenó el 18 de noviembre de 2016, más de cinco años después del fin de la serie cinematográfica de Harry Potter.
La primera fase de producción se inició el 17 de agosto de 2015 en Warner Bros. Studios, Leavesden, Inglaterra.

## Argumento
En algún lugar de Europa, unos Aurores se encuentran a la caza de alguien, pero son rápidamente vencidos por este individuo. A lo largo de la comunidad mágica en Europa se publican en periódicos los actos de violencia ocasionados por el peligroso mago tenebroso, Gellert Grindelwald. 
En 1926, Newt Scamander llega a Nueva York en barco, llevando consigo una misteriosa maleta que alberga una docena de criaturas mágicas. En las calles de la ciudad, se encuentra con Mary Lou Barebone pregonando sobre la existencia de brujas y otras personas mágicas. Mientras Newt escucha a Mary Lou, un Escarbato (una criatura peluda con fuerte atracción a los metales preciosos y gemas) escapa de su maleta y huye hacia un banco. Newt lo persigue, creando caos en el banco e inadvertidamente arrastra  a un No-Maj (término estadounidense para referirse a un muggle) llamado Jacob Kowalski, un veterano de la Primera Guerra Mundial y actual trabajador de una fábrica de enlatados que se encontraba en el banco buscando un préstamo para abrir su propia pastelería.  Después de recuperar al Escarbato de la bóveda del banco, Newt lleva a Jacob afuera y se prepara para borrarle la memoria, pero Jacob aún impresionado por lo ocurrido golpea a Newt con una maleta y escapa. Porpentina "Tina" Goldstein, una ex–aurora arresta a Newt y lo lleva ante Seraphina Picquery, la presidenta de la MACUSA (Magicongreso Único de la Sociedad Americana), quien los ignora al considerar irrelevante el caso. 
El Director de Seguridad Mágica Percival Graves llega a la oficina de Tina y exige ver lo que hay en el maletín de Newt una vez que Tina le explica la situación. Cuando la abre Newt y Tina se sorprenden al ver que en realidad traían con ellos el maletín de Jacob, que estaba lleno de muestras de repostería. Newt se da cuenta de que accidentalmente cambió su maletín con el de Jacob. De vuelta en su departamento aún confundido por lo ocurrido Jacob accidentalmente abre el maletín y libera varias de las criaturas mágicas. 
Mientras tanto, Mary Lou, quien dirige una especie de orfanato, adoctrina a los niños a su cuidado con historias sobre malvadas brujas y los usa para distribuir panfletos anti-brujas. Su hija más pequeña, Modesty, canta orgullosamente una canción sobre matar brujas, mientras que su hijo mayor, Credence, es aislado y muestra inconformidad con la ideología que profesan. Credence, a espaldas de Mary Lou, es visitado varias veces por Graves, quien le ha encomendado buscar a un niño de sorprendente poder, que en realidad es poseído por un Obscurus, quien Graves piensa está conectado con un número de inexplicables y destructivos incidentes mágicos que han ocurrido recientemente en Nueva York. Graves le promete a Credence rescatarlo de su tormentosa vida y enseñarle magia si tiene éxito. 
Newt y Tina llegan al hogar de Jacob donde encuentran la mitad de su apartamento destruido y a Jacob aparentemente enfermo a causa de la mordedura de un Murtlap, uno de los animales que escaparon. Newt repara el apartamento y Tina los lleva a su casa, donde conocen a Queenie, la hermana menor de ella quien es una experta en Legeremancia. Posterior a la cena, Newt y Jacob se quedan la noche en casa de ellas, pero justo cuando Tina abandona la habitación tras traerles una taza de chocolate caliente a ambos, Newt inmediatamente le muestra a Jacob el interior de su maleta donde se encuentra su colección de criaturas mágicas que son incomprendidas por el mundo mágico, además de ello Newt también crea un antídoto especial para tratar la mordedura del Murtlap en el cuello de Jacob y aliviarle los síntomas de la mordida. Tras esto y mientras pasea por varios de los hábitats dentro de la maleta, Jacob se encuentra una entidad oscura y pequeña en forma de esfera, a la que Newt describe como un Obscurus, y le advierte a Jacob que no lo toque bajo ninguna circunstancia. Posteriormente, Newt hace un conteo de las criaturas extraviadas y descubre cuales son las que faltan. Los dos parten en búsqueda del Erumpent (una especie de rinoceronte que inyecta un material altamente explosivo con su cuerno) pero Newt también se percata que su Escarbato ha escapado otra vez y lo recaptura en una joyería después de una pequeña lucha con él. Cuando se encuentran con varios animales ordinarios como un león y un avestruz, se dan cuenta de que el Erumpent está en el zoológico de Central Park. Por otro lado, Tina y Queenie se dan cuenta de que ambos hombres se han escapado por lo que Tina se ve forzada a buscarlos. Ella presencia como Newt y Jacob atrapan al Erumpent y mientras entran a la maleta junto con el animal ella cierra la maleta por fuera con ellos dentro. Determinada en demostrar que tuvo la razón ante el MACUSA, ella se lleva la maleta a las oficinas. Mientras tanto, en el MACUSA, hay una reunión de varios líderes de comunidades mágicas que habían llegado para discutir sobre una fuerza oscura que aterroriza a Nueva York, y que había aparecido y asesinado a un senador de Estados Unidos. Tina les explica a la presidenta Picquery, Graves y a los demás magos internacionales el problema de Newt, sin embargo, Graves termina arrestando a Tina, Jacob y confisca la maleta. 
Graves interroga a Newt sobre la presencia de un Obscurus dentro de su maleta. Le explica que el Obscurus es una fuerza oscura creada inadvertidamente por niños que han reprimido su magia, por temor a ser descubiertos o por persecución de la comunidad no mágica. Un efecto secundario es que el niño que alberga al Obscurus, conocido como Obscurial, mueren antes de llegar a los diez años. Newt había capturado al Obscurus en su maleta después de que mate al Obscurial, una niña sudanesa. El niño que busca Graves es en realidad otro Obscurial sin identificar, que ha continuado su destrucción por Nueva York y que mató al Senador de los Estados Unidos Henry Shaw Jr. en un banquete. Graves sentencia a Newt y a Tina a morir. Queenie se entera al estar leyendo la mente de su hermana, por lo que logra liberar a Jacob y parten en búsqueda de los demás. Newt usa uno de sus recién capturados animales, el Swooping Evil, para escapar de los ejecutadores. Una vez reunidos todos escapan de los cuarteles del MACUSA.
Mientras tanto Credence se vuelve más inestable debido a su hogar abusivo. Cuando encuentra una varita bajo la cama de Modesty, Mary Lou asume que es de él por lo que decide castigarlo dándole latigazos con su cinturón, algo que ocurre frecuentemente. Modesty confiesa que la varita es de ella, cuando Mary Lou se dispone a golpearla el Obscurus se manifiesta, destruye la casa aparentemente matando a los demás con excepción de Modesty y Credence. Graves encuentra a Credence inconsciente y se apresura en encontrar a Modesty, quien cree que es la niña Obscurial. Newt, Tina, Jacob y Queenie visitan un Bar Clandestino mágico para preguntar a su Duende dueño, Gnarlak, sobre la ubicación de la última bestia, un Demiguise (una especie de primate con pelaje que lo puede hacer invisible). Después de que Newt pretenda intercambiar su Bowtruckle (una criatura vegetal pequeña útil para abrir cerraduras) por información Graves y sus aurores hacen una redada en el club nocturno, ya que habían sido informados por Gnarlack sobre la presencia de Newt y compañía. Newt y sus amigos escapan y encuentran al Demiguise en una tienda departamental, en el que descubren que en realidad estaba ahí porque cuidaba a un Occamy recién nacido (una serpiente emplumada con la habilidad de encoger o crecer según el espacio donde se encuentre) quien tomó residencia en el techo de un Macy’s y creció hasta el tamaño de un dragón. Newt, Tina, y Jacob engañan al Occamy para que se encogiera en una tetera y Newt procede a regresarla al maletín, atrapando a todas las criaturas que escaparon. 
Graves y Credence encuentran a Modesty en su antigua casa, donde solía vivir con su familia biológica. Después de que Graves rechace cruelmente a Credence por no serle útil ya que es un Squib (alguien que no puede usar magia a pesar de ser descendiente de un mago) por lo que jamás podría escapar de su vida desdichada, procede a atrapar a Modesty. Sin embargo, Credence se revela como el Obscurial. Impulsado por su odio hacia Graves, Credence desata el poder del Obscurus. Ahora incorpóreo, Credence causa desastre en la ciudad de Nueva York, creando caos y destrucción por su camino. Newt percatado de que la falta de información haría que los aurores mataran a Credence, corre en su búsqueda. Lo encuentra en una estación del subterráneo, donde calma a Credence y logra que regresara a su forma humana. La llegada de Graves y Tina hace que Credence regrese a su forma incorpórea. Cuando la presidenta Picquery y los demás aurores llegan, ella da la orden de matar a Credence para proteger el secreto de la magia. A pesar de las protestas de Newt, Tina y Graves los aurores matan a Credence. Graves furioso desafía al MACUSA por sus acciones y su obsesiva necesidad de preservar el secreto de la magia a los no-majs, que ha ocasionado situaciones como la ocurrida y la preferencia de los intereses de la comunidad no mágica sobre las necesidades de los magos. Picquery ordena a Graves que se entregue, pero él lucha con ellos y comienza a ganar cuando Newt lo somete usando al Swooping Evil. Usando el encantamiento Revelio, Graves se revela en realidad como Gellert Grindelwald, el mago tenebroso más conocido del mundo, donde Picquery y otros aurores lo arrestan y se lo llevan a la MACUSA. Ante la preocupación de la presidenta de que todos los no-majs vieron al Obscurus, Newt usa a una de sus criaturas conocida como Thunderbird (Una criatura originaria de los Estados Unidos y que Newt había rescatado de unos contrabandistas en Europa y tenía la intención de liberarla en su hogar en el estado de Arizona) al cual Newt llama bajo el nombre de Frank, para diseminar una poción para borrar la memoria de todos los no-majs que presenciaron la destrucción mágica. Picquery agradece a Newt por su ayuda en la contingencia y se disculpa por la incriminación que tuvo, sin embargo le ordena que también borrara la memoria de Jacob, por lo que les da un momento para que todos se despidan de él. A pesar de que todos objetaron que no es justo, Jacob por su parte elige voluntariamente aceptar de que debe perder la memoria para ya no perjudicar más a sus amigos y decide salir a la lluvia. Queenie, quien había desarrollado afecto hacia él, se despide con un beso. 
Tiempo después Newt se topa con Jacob que estaba de regreso en su infeliz trabajo en la fábrica de enlatados. Después de chocar con él otra vez (aunque esta vez lo hizo a propósito), Newt intercambia de nuevo su maleta con la de él. Cuando Jacob toma la maleta y se da cuenta de que no es la suya, ya que la misma está muy pesada. Al abrirla se da cuenta de que está llena de cascarones de huevos de un Occamy, que están hechos de plata pura, junto con una nota de Newt, que le dice que use los cascarones para poder abrir su deseada pastelería. Tina es reincorporada como aurora en la MACUSA y se despide de Newt quien zarpará hacia Inglaterra de nuevo. Newt le promete que regresará para darle una copia de su libro, a lo que ella sugiere que debería llamarse "Animales fantásticos y dónde encontrarlos". Mientras tanto, Jacob finalmente abre su deseada pastelería y tiene mucho éxito con su pan artesanal inspirados en la forma de los animales fantásticos de Newt a pesar de que no los recuerde del todo. La película termina con Jacob viendo a Queenie entre los clientes y ante la sonrisa de ella, este parece poder reconocerla de alguna forma.

## Elenco
- Eddie Redmayne como Newt Artemis Scamander:[5] Un magizoólogo británico, introvertido y excéntrico, empleado del Ministerio de Magia Británico en la División de Bestias del Departamento de Regulación y Control de Criaturas Mágicas, y el futuro autor del libro de texto Animales fantásticos y dónde encontrarlos.
- Katherine Waterston como Porpentina "Tina" Esther Goldstein:[6] Una bruja estadounidense que trabaja para el Congreso Mágico de los Estados Unidos de América (MACUSA); es una ex aurora que fue degradada a la Oficina de Permisos de Varitas , por atacar a una No-maj.
- Alison Sudol como Queenie Goldstein:[7][8] Hermana de Porpentina y también empleada de la Oficina de Permisos de Varitas del Congreso Mágico de los Estados Unidos de América (MACUSA). Las dos viven en el mismo departamento y Queenie es capaz de "leer mentes" (legeremancia).
- Dan Fogler como Jacob Kowalski:[9] Un veterano No-Maj (término estadounidense para referirse a un muggle) de la Primera Guerra Mundial  que se ve envuelto en la comunidad mágica al conocer a Newt Scamander.
- Ezra Miller como Credence Barebone:[10][9][11] El hijo adoptado turbulento y misterioso de Mary Lou Barebone.
- Samantha Morton como Mary Lou Barebone:[12] La siniestra líder No-Maj de la Sociedad Filantrópica de Nueva Salem (NSPS), un grupo extremista cuyos objetivos incluyen la exposición y eliminación de magos y brujas.
- Carmen Ejogo como Presidenta Serafina Picquery: Es la presidenta del Congreso Mágico de los Estados Unidos de América (MACUSA).
- Colin Farrell como Percival Graves:[13] Un auror de alto rango, Jefe del Departamento de Aplicación de la Ley Mágica y el Director de Seguridad Mágica para MACUSA, que tiene a su cargo la protección de los magos y el cumplimiento de la ley mágica, en especial la Ley de Rappaport; además es a quien se le encarga la tarea de localizar a Newt Scamander.
- Jon Voight como Henry Shaw, Sr., un No-Maj dueño del periódico más vendido de Nueva York.
- Ronan Raftery como Langdon Shaw: Un No-maj  hijo más joven de Henry Shaw Sr., quien luego de ciertas extrañas circunstancias que ocurren en Nueva York comienza a creer en la magia.
- Josh Cowdery como Henry Shaw Jr.: Un No-maj candidato a Senador de Estados Unidos y el hijo mayor de Henry Shaw Sr.
- Faith Wood-Blagrove como Modesty,[14] una de las hijas adoptivas de Mary Lou Barebone.
- Ron Perlman como Gnarlack: Duende gánster propietario de The Blind Pig un bar mágico clandestino.
- Johnny Depp como Gellert Grindelwald: Un mago tenebroso, el más poderoso de todos los tiempos, hasta la aparición décadas más tarde de Tom Riddle. En su juventud fue el mejor amigo y posteriormente interés amoroso de Albus Dumbledore.

### Animales fantásticos
- Billywig, insecto originario de Australia, muy veloz y con las alas pegadas a la cabeza.[15]
- Bowtruckle, es una criatura tímida que se alimentan de insectos y tienen la habilidad de abrir cualquier cerradura, la más conocida, Pickett es la que por lo general vive en el bolsillo de Newt.[16]
- Demiguise, una especie de primate con la habilidad de hacerse invisible[16] y ver visiones precognitivas, según Newt estas criaturas suelen ser pacíficas, aunque tampoco se deben tomar a la ligera.[15]
- Diricawl, ave que puede desaparecer y aparecer para huir del peligro.[15]
- Erumpent, animal parecido a un rinoceronte. Su piel gruesa repele la mayoría de los encantamientos y maleficios, Contiene un fluido explosivo en su cuerno que provoca el estallido de todo lo que haya sido inyectado con él.[17]
- Escarbato, es una criatura que por lo general le encanta seguir objetos brillantes, el animal favorito de Newt.[16]
- Graphorn, un animal corpulento originario de Europa con dos cuerpos de oro que lo hacen temible.[18]
- Murtlap, animal parecido a una rata y anémona marina, su esencia se usa para la curación de heridas, aunque también su mordedura puede provocar fiebre y sudoración descontrolada.[15]
- Nundu, felino de gran tamaño con un aliento mortal.[17]
- Obscurus, es una fuerza oscura y parasitaria producida por un niño que ha reprimido su talento mágico.
- Occamy, son especie similar a dragón y ave, sus huevos son de plata pura y puede ocupar todo el espacio disponible.[16]
- Swooping Evil, criatura similar a un ave y a la vez un reptil, hermosa y peligrosa.[16]
- Thunderbird, un tipo de aves procedentes del estado de Arizona que pueden producir tormentas, Newt rescató a un ejemplar de unos traficantes de criaturas mágicas y la bautizo como Frank.

## Producción
Warner Bros. anunció en septiembre de 2013 que J. K. Rowling estaría haciendo su debut como guionista con la primera entrega de una serie planificada de películas Animales fantásticos y dónde encontrarlos, parte de una unión creativa expandida con Rowling. En ese entonces, ella manifestó que la trilogía no sería una precuela ni una secuela de la heptalogía escrita por la escritora británica. Más tarde se confirmó que efectivamente la trilogía de Newt Scamander no sería considerada oficialmente una precuela de Harry Potter. La primera película está ambientada setenta años antes de los eventos de Harry Potter, en los años 20 en la ciudad de Nueva York. David Heyman, quien produjo todas las películas de Harry Potter, ha regresado nuevamente para producir esta serie.
Más tarde, J. K. Rowling. confirmó en noviembre de 2016 que la historia formaría parte de una pentalogía. Tres meses después, anunciaron que el rodaje de la película tomaría lugar en Warner Bros. Studios Leavesden en Hertfordshire. Luego que Alfonso Cuarón rechazó la oportunidad de dirigir, David Yates tomó el cargo como director de la primera entrega de una pentalogía planeada. El 23 de noviembre del mismo año, Rowling culminó el guion y David Yates se preparó para filmar en 2015.
Yates y Steve Kloves estuvieron trabajando juntos con Rowling en el guion. Anteriormente, Kloves había trabajado en los guiones de siete de las ocho películas de Harry Potter. Por otro lado, Philippe Rousselot se unió para ser el director de fotografía.

### Preproducción
Eddie Redmayne fue elegido para el rol principal de Newt Scamander, un prominente magizoólogo del Mundo Mágico. En el proceso de audición, Matt Smith y Nicholas Hoult también fueron considerados para el papel. Para el personaje de Queenie, una bruja, el estudio decidió entre Saoirse Ronan, Dakota Fanning, Lili Simmons y Alison Sudol, mientras Kate Upton, Katherine Waterston, y Elizabeth Debicki fueron consideradas para el papel de la hermana mayor de Queenie, Tina. Después que Waterson fue elegida como Tina, Ezra Miller, un elección favorita del estudio, conversó sobre el papel de Credence, una persona mágicamente poderosa que Scamander conoce.
Finalmente, Sudol fue seleccionada para el papel de Queenie, caracterizándose como su debut cinematográfico. Después que el estudio se encontró con Josh Gad y Michael Cera, el cómico Dan Fogler fue elegido como Jacob, un muggle que se hace amigo de Newt, y Miller entró para el papel de Credence. Cera declinó a Animales fantásticos para poner voz en la película animada The Lego Batman Movie. En agosto, Colin Farrell fue elegido para interpretar a un mago llamado Graves que Scamander conoce en Nueva York. Después de cientos de audiciones en una llamada abierta para audicionar, Faith Wood-Blagrove, una niña británica de 10 años, fue seleccionada para interpretar a Modesty. Más tarde ese mes, la actriz irlandesa Jenn Murray se unió para interpretar un rol no específico, antes se rumoraba que Emily Watson interpretaría el papel de Mary Lou al final se anunció que Samantha Morton fue elegida para interpretar al personaje.

### Filmación
La fotografía principal inició el 17 de agosto de 2015 en Warner Bros. Studios en Leavesden, Hertfordshire. Gran parte del rodaje será hecho en Londres.

## Promoción
El 4 de noviembre de 2015, la revista Entertainment Weekly publicó un adelanto con fotografías promocionales de la primera entrega de Animales fantásticos y dónde encontrarlos. Asimismo, se reveló la trama de la película.
"El excéntrico magizoólogo Newt Scamander (el ganador del Oscar Eddie Redmayne) llega a Nueva York (por una razón que no revelaremos) con su confiable y curtido maletín. Este maletín es uno de esos dispositivos mágicos que son mucho más grandes en su interior, el cual contiene espaciosos hábitats para una colección de raras y peligrosas criaturas mágicas recogidas en los viajes de Newt a lo largo del mundo. Él descubre que la comunidad mágica americana se esconde tímidamente de los Muggles (que son llamados “Nomagos” en los Estados Unidos, sabremos más de esto luego) y la amenaza de la exposición pública es una preocupación aún mucho más grande que en el Reino Unido (¿recuerdan los juicios de brujas de Salem?). Animales fantásticos es la historia de lo que ocurre cuando este excepcionalmente cualificado mago Inglés viaja a una América magia-fóbica y una variedad de sus criaturas, algunas bastante peligrosas… se escapan de su maletín".
El 15 de diciembre de 2015 Warner Bros. estrenó el primer tráiler de la película.
Un segundo tráiler fue lanzado durante la gala de MTV Movie Awards el 10 de abril de 2016.

## Estreno
La película se estrenó el 18 de noviembre de 2016, en formato 3D, 4D y IMAX.

## Recepción

### Recaudación
La película recaudó $74.403.387 en su primer fin de semana en Estados Unidos y $145.500.000 en otros territorios para un total de $219.903.387 mundialmente.
Hasta el 13 de febrero del 2017, la película ha recaudado $232.803.734 en la taquilla estadounidense y $578.500.000 en la taquilla extranjera, recaudando así un total de $811.303.734 situándose en el puesto #127 y #59 de las películas más taquilleras de Estados Unidos y del mundo respectivamente.
Hasta el 11 de enero de 2017, es la octava película con mayor recaudación del 2016.

### Recepción crítica
Animales fantásticos y dónde encontrarlos ha recibido reseñas generalmente positivas por parte de la crítica y de la audiencia. En el portal de internet Rotten Tomatoes, la película posee una aprobación de 75%, basada en 175 reseñas, con una puntuación de 6.9/10 por parte de la crítica y con un consenso que dice: "Animales fantásticos y dónde encontrarlos usa la rica mitología de Harry Potter para entregar un spinoff que brilla con magia de una franquicia propia". De parte de la audiencia tiene una aprobación de 88%, basada en 67 148 votos, con una puntuación de 4.3/5.
La página web Metacritic le ha dado a la película una puntuación de 65 de 100, basada en 47 reseñas, indicando "reseñas generalmente favorables". Las audiencias de CinemaScore le han dado una calificación de "A" en una escala de A+ a F, mientras que en el sitio web IMDb los usuarios le han dado una puntuación de 7.8/10, con base a más de 114 000 votos.
Ha ganado un Oscar a Mejor Vestuario.

## Secuelas
En octubre de 2014, el estudio anunció la película como una trilogía, y en verano 2016 la guionista y autora de la saga J.K. Rowling, anunció que sería una saga de 5 películas. La primera entrega, Animales fantásticos y dónde encontrarlos, fue estrenada el 17 de noviembre de 2016, seguida por la segunda para el 16 de noviembre de 2018 y la tercera para el 15 de abril de 2022. Las siguientes películas posiblemente continúen con la historia de Grindelwald y no se centren en Newt Scamander. Yates confirmó que dirigirá, por lo menos, la primera trilogía de la serie.
El 12 de abril de 2017 se confirmó que el actor Jude Law interpretará al joven Dumbledore a partir de la segunda película.
El 24 de abril de 2017 se confirmó que el actor Callum Turner interpretará al hermano de Newt, nombrado en la primera película.
El 16 de noviembre de 2017 se reveló que el título de la secuela sería Animales fantásticos: Los crímenes de Grindelwald.

## Publicación del libro
El 26 de abril de 2016 anunciaron que el guion cinematográfico saldría publicado como libro el 19 de noviembre de 2016, un día después del estreno de la película. Fue publicado por Little Brown en Reino Unido, Scholastic en Estados Unidos, y también salió a la venta en formato digital.
Salamandra se encargó de la traducción del guion en español.